# Vallés
Vallés è un comune spagnolo di 96 abitanti situato nella comunità autonoma Valenciana.